# 柏崎隼史
柏崎 隼史（かしわざき はやと、5月30日 - ）は、日本の男性声優。山形県出身。アイムエンタープライズ所属。

## 略歴
日本ナレーション演技研究所出身。

## 人物
趣味と特技はゲームで特にアクションゲームが得意。その他にもジョギング、ストレッチ、グルメ巡り、料理を趣味に、スポーツ全般、剣道二段、タイピングを特技にそれぞれ挙げている。
アイムエンタープライズの同期に天﨑滉平、小澤亜李、一ノ宮しずか、長縄まりあがおり、声優としての目標にアイムエンタープライズの先輩である下野紘を挙げている。

## あだ名について
柏崎隼史はたくさんのあだ名がある。そのあだ名のほとんどは、リモート⭐︎ホストの生配信や動画などでつけられた。あだ名が多すぎるため、何度かあだ名を明確にしようという話も出ていたが、減ることはなく今も増え続けている。
現在(2024年12月7日時点)確認できているあだ名は２３個で、派生したあだ名を含めると３６個である。
①ハヤマン→昔、実際に呼ばれていたあだ名。女子がふざけて言い始めたのが始まり。
『「リモート⭐︎ホスト」No.1への道 Club Venere編#46『っぽいイメージトーク』』（YouTube）リモート⭐︎ホスト【公式】、2023年6月2日、該当時間: 10：39（10m39s〜） - YouTube。で登場
②はやてぃー→ 登場率が高いあだ名の一つ。名の隼史をもじったあだ名。
『「リモート☆ホスト」 Club Venere & club Saturno 内職だってNo.1は俺だ！』（YouTubeライブ配信）リモート⭐︎ホスト【公式】、2022年6月6日、該当時間: 1:07:12（1h7m12s〜） - YouTube。などで登場
③ざっきー→登場率が高いあだ名の一つ。姓の柏崎をもじったあだ名。
『「リモート☆ホスト」一Club Venere  第八夜一』（YouTubeライブ配信）リモート⭐︎ホスト【公式】、2022年6月20日、該当時間: 16:12（16m12s〜） - YouTube。などで登場
④ カシザキス・ハヤティー(カシザキス、ザキス、ザキザキザキス、ザキザキス)→ 登場率が高いあだ名の一つ。同じくリモート⭐︎ホストに出演している田邊幸輔が2021年12月25日にX(旧Twitter)にポストした際の文章がきっかけで「ハヤティー・カシザキス」というあだ名ができる。それ以来、主にリモート⭐︎ホストの共演者からハヤティー・カシザキスを略した「カシザキス」や「ザキス」で呼ばれることが多くなっている。
『「リモート☆ホスト」 Club Venere & Club Saturno ホワイトデーのお返しは俺だ！』（YouTubeライブ配信）リモート⭐︎ホスト【公式】、2022年3月14日、該当時間: 40:58（40m58s〜） - YouTube。などで登場
⑤ザキスカシカシザキ太郎a.k.a柏崎(a.k.a、a.k.a柏崎)→登場率が高いあだ名の一つ。「リモート☆ホスト」No.1への道 Club Venere編 #48『あなたへの手紙』で共演者の田邊幸輔が柏崎隼史に向けて書いた手紙がきっかけで生まれたあだ名。a.k.aはまたの名をという意味。その後、そのあだ名を略した「a.k.a柏崎」、「a.k.a」と呼ばれることが多くなった。「リモート☆ホスト」一Club Venere  第二十夜一 ではa.k.aコールが誕生した。
『「リモート☆ホスト」No.1への道 Club Venere編 #48『あなたへの手紙』』（YouTube）リモート⭐︎ホスト【公式】、2023年6月30日、該当時間: 08:38（8m38s〜） - YouTube。などで登場
⑥ザッキー・チェン(ザッキー・ジェン)→考案者は「リモート⭐︎ホスト」の共演者である岡野友佑。 「リモート☆ホスト」No.1への道 Club Venere編 #46『っぽいイメージトーク』の10：34のところで一度だけ登場したあだ名。派生してザッキー・ジェンもある。( ザッキー・ジェンは「リモート☆ホスト」No.1への道 番外編『地獄ロケ#4』 1:59で登場)
『「リモート☆ホスト」No.1への道 Club Venere編 #46『っぽいイメージトーク』』（YouTube）リモート⭐︎ホスト【公式】、2023年6月2日、該当時間: 10:34（10m34s〜） - YouTube。
⑦かっしー→ 2016年6月28日にアップされた小澤亜李オフィシャルブログ 『アイムは楽しい』に記載あり
⑧利休(リモホスの利休)→2023年1月5日の生配信『「リモート☆ホスト」アケオメ！アケオメ！Club Venere VS Club Saturno おめでトゥーNight〜今年もNo.1は俺だ！〜』の隠し芸を披露するコーナーで利き茶を披露したのがはじまり。その数ヶ月後に公開された「リモート☆ホスト」No.1への道 Club Venere編 #44『噓つきは誰だ！？』にて共演者の岡野友佑が「リモホスの利休」と言い、その後、苦茶などお茶に関連したものが出てくる時に、「リモホスの利休」や「利休」と呼ばれるようになった。
『「リモート☆ホスト」No.1への道 Club Venere編 #44『噓つきは誰だ！？』』（YouTube）リモート⭐︎ホスト【公式】、2023年5月5日、該当時間: 5:28（5m28s〜） - YouTube。などで登場
⑨芭蕉(蛇足芭蕉・筋肉芭蕉)→ 「リモート☆ホスト」―Club Venere　第十七夜―の 37:09で「つまり実るほど頭を垂れる稲穂かな」という俳句のような発言をしたことがきっかけでついたあだ名。芭蕉が派生した筋肉芭蕉や蛇足芭蕉というあだ名も同じ生配信で誕生した。
『「リモート☆ホスト」―　Club Venere　第十七夜―』（YouTubeライブ配信）リモート⭐︎ホスト【公式】、2023年8月10日、該当時間: 38:23（38m23s〜） - YouTube。などで登場
⑩ ルパン(アイムのルパン)→高頻度ではないが今までの生配信や動画で何回か呼ばれたことがあるあだ名。
『「リモート☆ホスト」Club Venere VS Club Saturno Special Night〜No.1は俺だ！〜』（YouTubeライブ配信）リモート⭐︎ホスト【公式】、2021年9月27日、該当時間: 16:29（16m29s〜） - YouTube。などで登場。
⑪スケベ王→ 「リモート☆ホスト」―Club Venere　第七夜―でVenereメンバー(坂田将吾、田邊幸輔、石井孝英、柏崎隼史、岡野友佑)のうち、一番スケベそうな人を決めるランキングで1位をとったことがきっかけで誕生したあだ名。
『「リモート☆ホスト」No.1への道 Club Venere編 #38『〇〇くん改造計画』』（YouTube）リモート⭐︎ホスト【公式】、2023年2月10日、該当時間: 17：39（17m39s〜） - YouTube。などで登場
⑫股下5km(派生→股下スカイツリー)→脚が長いことからつけられたあだ名。
インタビュー記事(声優グランプリ【リモホス】インタビュー連載『リモート☆ホスト』愛抱夢 役：柏崎隼史に記載あり。)や『「リモート☆ホスト」―　Club Venere　第三夜―』（YouTubeライブ配信）リモート⭐︎ホスト【公式】、2021年10月25日、該当時間: 17:29（17m29s〜） - YouTube。などで登場
⑬エッフェル塔(Venereのエッフェル塔 )(※エッフェル塔のところを東京スカイツリーやピサの斜塔など高い建物に置き換えて呼ぶこともある)
→ 背が高い(脚が長い)ことからつけられたあだ名。『「リモート☆ホスト」―　Club Venere　第十五夜―』（YouTubeライブ配信）リモート⭐︎ホスト【公式】、2023年4月30日、該当時間: 48:00（48m00s〜） - YouTube。などで登場
⑭ザキザキザキのスケ太郎→ リモート⭐︎ホストの共演者である田邊幸輔が2023年05月01日にX(旧Twitter)にポストした文章がきっかけでできたあだ名。
⑮ザキザキブギウギ君→リモート⭐︎ホストの共演者である田邊幸輔が2023年07月21日にX(旧Twitter)にポストした文章がきっかけでできたあだ名。
⑯ザキするミラクル→リモート⭐︎ホストの共演者である田邊幸輔が2023年08月28日にX(旧Twitter)にポストした文章がきっかけでできたあだ名。
⑰ザキヤマ→ リモート⭐︎ホストの共演者である岡野友佑が考案。
『「リモート☆ホスト」No.1への道 Club Venere編 #42『マジョリティゲーム』』（YouTube）リモート⭐︎ホスト【公式】、2023年4月7日、該当時間: 2：13（2m13s〜） - YouTube。などで登場
⑱ざきのしん→ リモート⭐︎ホストの共演者である岡野友佑が考案。
『「リモート☆ホスト」No.1への道 Club Venere編 #42『マジョリティゲーム』』（YouTube）リモート⭐︎ホスト【公式】、2023年4月7日、該当時間: 2：23（2m23s〜） - YouTube。などで登場
⑲ましざきくん→リモート⭐︎ホストの共演者である田邊幸輔が考案。
『「リモート☆ホスト」No.1への道 Club Venere編 #61『リモホス大反省会』』（YouTube）リモート⭐︎ホスト【公式】、2023年12月29日、該当時間: 3：53（3m53s〜） - YouTube。で登場
⑳ザウルスザキゴン→考案者はリモート⭐︎ホストの共演者である田邊幸輔。リモート⭐︎ホストの公式アカウントが2024年07月14日にX(旧Twitter)にポストしたじゃんけん大会の順位予想をまとめた模造紙(画像)にそのあだ名が記載。
㉑ 仮面ライダーザキス→リモート⭐︎ホストの共演者である岡野友佑が考案。
『「リモート☆ホスト」No.1への道 Club Venere編 #38『〇〇くん改造計画』』（YouTube）リモート⭐︎ホスト【公式】、2023年2月10日、該当時間: 15:44（15m44s〜） - YouTube。などで登場
㉒ナカノザキくん→リモート⭐︎ホストの共演者である田邊幸輔が2023年12月04日にX(旧Twitter)にポストした文章がきっかけでできたあだ名。
㉓サカスナカザキ→考案者はリモート⭐︎ホストの共演者である田邊幸輔。
田邊幸輔が柏崎隼史の誕生日に送ったLINEの文章の一行目にもこのあだ名が書かれていたという話を「リモート☆ホスト」―　Club Venere　第十六夜― (生配信)でしている。
『「リモート☆ホスト」―　Club Venere　第十六夜―』（YouTubeライブ配信）リモート⭐︎ホスト【公式】、2023年6月8日、該当時間: 7:50（7m50s〜） - YouTube。などで登場
㉔ざきお→リモート⭐︎ホストの共演者である田邊幸輔が2025年02月02日にX(旧Twitter)にポストした文章がきっかけでできたあだ名。
㉕キング・プリザキ→ リモート⭐︎ホストの共演者である田邊幸輔が2025年05月25日にX(旧Twitter)にポストした文章がきっかけでできたあだ名。
㉖スキー狂→ リモート⭐︎ホストの共演者である岡野友佑が2025年01月05日にX(旧Twitter)にポストした文章に記載されているあだ名。スキーが大好きで、スキーへの熱意が凄すぎることからできたあだ名。
など
【あだ名かどうか判断がついていない異名】
→柏くん、ざき、疾風の柏崎、かしわざきはや、かしわざっきーはやてぃーくん、ザキ蔵、鼻毛王(鼻毛王柏崎)、ザキサピエンス、柏ザッキーなど
上記(あだ名かどうか判断がついていない異名)を含めるとあだ名の合計は45個

## 出演

### テレビアニメ
2015年
- 青春×機関銃（ゲーマー）

2017年
- 政宗くんのリベンジ（生徒）
- サクラダリセット（管理局員B）
- 僕の彼女がマジメ過ぎるしょびっちな件（男子生徒）

2018年
- 青春ブタ野郎はバニーガール先輩の夢を見ない（生徒）

2019年
- マナリアフレンズ（生徒B）
- トライナイツ（ラグビー部員）

2020年
- 地縛少年花子くん（男子生徒、石油王）

2023年
- ノケモノたちの夜（ルーサーの弟）
- 君は放課後インソムニア（男性）
- ライアー・ライアー（阿澄台1、神楽月C、近江A、生徒1）

2024年
- BEYBLADE X（アマチュアブレーダー）
- ダンダダン（翔馬）
- アイドルマスター シャイニーカラーズ 2nd season（観客）

2025年
- わたしの幸せな結婚
- 履いてください、鷹峰さん（男子生徒B、男子生徒A）

### ゲーム
- デスティニーオブクラウン（2017年）[18]
- 共闘ことばRPG コトダマン（2018年 - 2019年、タカミオ結ビ[19]、色男・カスピエル[20]）
- グランドサマナーズ（2018年、氷魔槍皇ヴィッツ[21]）
- ドラゴンクエストX 未来への扉とまどろみの少女 オンライン（2024年、ジーモン、未知なる襲撃者[22]）

### ボイスコミック
- タタラシドー（2022年、多々良[23]）
- 偽装お見合いなのになぜかプロポーズされました（2022年、須野原 旭[24]）
- 事故物件と幼なじみ（2024年、優晴[25]）

### 吹き替え
- キャンディ・ケイン・レーン（2023年、ニック）

### その他コンテンツ
- リモート☆ホスト（2021年 -、愛抱夢[26]）

## ディスコグラフィ

### キャラクターソング
| 発売日         | 商品名                                   | 歌                                     | 楽曲                                  | 備考                      |
| -------------- | ---------------------------------------- | -------------------------------------- | ------------------------------------- | ------------------------- |
| 2021年11月17日 | リモート☆ホスト Club Venere No.3 愛抱夢  | 愛抱夢（柏崎隼史）                     | 「ウタカタ破羅堕威巣」 「ゲラメキユ」 | 『リモート☆ホスト』関連曲 |
| 2021年11月17日 | リモート☆ホスト Club Venere's Collection | Venere 5                               | 「ゲラメキユ」                        | 『リモート☆ホスト』関連曲 |
| 2021年11月17日 | リモート☆ホスト Club Venere's Collection | Venere 5、Saturno 5                    | 「ゲラメキユ」                        | 『リモート☆ホスト』関連曲 |
| 2022年6月15日  | King of the night!!                      | Venere 5                               | 「King of the night!!」               | 『リモート☆ホスト』関連曲 |
| 2022年12月7日  | リモート☆ホスト Club Venere No.4 愛抱夢  | 愛抱夢（柏崎隼史）                     | 「羅武You 富王恵婆」                  | 『リモート☆ホスト』関連曲 |
| 2022年12月7日  | ゲラメキユ2022 All ver.                  | Venere 5、Saturno 5                    | 「ゲラメキユ2022 All ver.」           | 『リモート☆ホスト』関連曲 |
| 2023年7月19日  | King of the night!!2023                  | Venere 5                               | 「King of the night!!2023」           | 『リモート☆ホスト』関連曲 |
| 2023年12月6日  | リモート☆ホスト デュエットCD⑤            | 愛抱夢（柏崎隼史）、てん星（柴野嵩大） | 「マボロシじゃなくて」                | 『リモート☆ホスト』関連曲 |

### ユニットメンバー
1. 1 2 3 4 5  坂田将吾、田邊幸輔、柏崎隼史、岡野友佑、石井孝英
2. ↑  小林節、安田陸矢、小池貴大、山本智哉、柴野嵩大
3. ↑  安田陸矢、小池貴大、山本智哉、柴野嵩大、大野智敬